# Yuchán (Argentina)
Yuchán es una localidad argentina ubicada en el departamento Juan F. Ibarra de la provincia de Santiago del Estero. Se encuentra sobre la Ruta Nacional 89, 50 kilómetros al este de Suncho Corral y 55 kilómetros al oeste de Quimilí. Lleva el nombre de un árbol muy presente en la zona.
El agua potable llegó mediante obras de perforación y presa en 2005. Existe un proyecto para llevar agua desde el río Salado para asistir a la producción agrícola y ganadera de la zona.

## Población
Cuenta con 536 habitantes (Indec, 2010), lo que representa un incremento del 30,7% frente a los 410 habitantes (Indec, 2001) del censo anterior.
| Gráfica de evolución demográfica de Yuchán entre 1991 y 2010 |
|                                                              |
| Fuente: Censos nacionales del INDEC                          |